# Anchichoerops natalensis
Anchichoerops natalensis (Gilchrist & Thompson, 1909) è un pesce di acqua salata appartenente alla famiglia Labridae. È l'unica specie del genere Anchichoerops.

## Distribuzione e habitat
Proviene dall'oceano Indiano occidentale, in particolare lungo le coste di Sudafrica e Mozambico. Si trova soprattutto a profondità intorno ai 60 m, in zone con fondali rocciosi; è comune nella barriera corallina di KwaZulu-Natal.

## Descrizione
Presenta un corpo tozzo, compresso lateralmente ed alto, non allungato. La livrea non è particolarmente sgargiante; il colore di fondo è un verde giallastro, ricoperto di piccole macchie arancioni tondeggianti. Possono essere presenti fasce verticali più scure. Tutte le pinne, a parte quelle pettorali che hanno sfumature rossastre, sono dello stesso colore del corpo, ma bordate di azzurro. La pinna caudale non è biforcuta, la pinna dorsale è bassa e lunga, la pinna anale ha il bordo arrotondato. Non supera i 75 cm.

## Biologia

### Alimentazione
Ha una dieta prevalentemente carnivora, composta soprattutto da invertebrati marini come echinodermi, in particolare ricci di mare, crostacei, molluschi e ascidie.

### Riproduzione
È oviparo e la fecondazione è esterna. Non ci sono cure verso uova e avannotti.

## Conservazione
La lista rossa IUCN classifica questa specie come "a rischio minimo" (LC) perché non è minacciata da particolari pericoli, infatti ormai in Sudafrica ne è stata vietata la pesca, tuttavia c'è il rischio che si presentino fenomeni di bracconaggio.